# Yassaq
Yassaq o Yasa fou la llei mongola. Literalment vol dir l'arranjament, i és la llei del costum consagrada pel gran kuriltai del 1206.
Aquesta llei establia que el kakhan com a representant de la força del cel, tenia autoritat sobre el poble i l'exèrcit, amb una disciplina estricte: pena de mort per l'assassinat, el robatori greu, la conspiració, l'adulteri, la sodomia, els maleficis, i altres; la desobediència civil i militar rebia greus càstigs. Aquestes normes del costum es va complementar amb uns dictats (bilik) de Genguis Kan que s'han perdut. Aquestes lleis van canviar la societat mongola tal com descriu clarament el franciscà Plan Carpin. Al mateix temps que fou consagrat el yassaq es va establir el registre de la legislació, una mena de jurisprudència, el kökö däbtär.